# Beinn Tighe

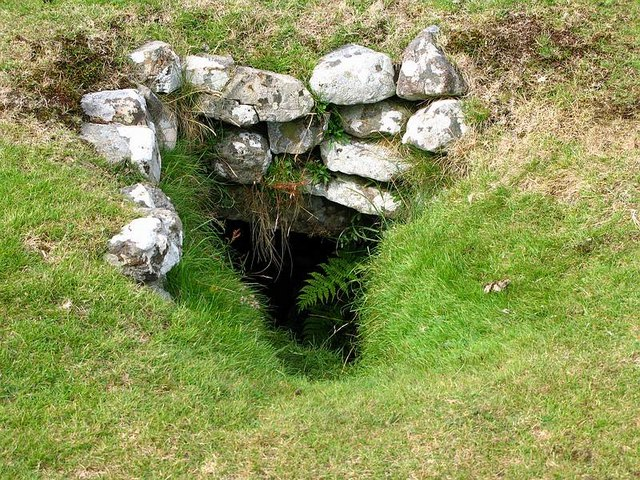
Beinn Tighe

Beinn Tighe ist ein Souterrain auf einem Hügel (schottisch-gälisch Beinn) der Insel Canna, die Teil der schottischen Inneren Hebriden in den Highlands ist. Bei Souterrains wird grundsätzlich zwischen „rock-cut“, „earth-cut“, „stone built“ und „mixed“ Souterrains unterschieden.
Der Hügel an der Ostseite einer Feldwand hat etwa 15 m Durchmesser. Das Nord-Süd ausgerichtete teilweise verschüttete Souterrain besteht aus zwei Abschnitten. Die Zugänge liegen im Dach. Das obere Teilstück hat etwa 6,0 m Länge und das untere 3,8 m. Diese beiden Abschnitte wurden früher als zwei getrennte Souterrains interpretiert, aber es ist klar, dass sie zur gleichen Struktur gehören. Innen variiert das Souterrain in der Breite zwischen 0,8 und 1,3 m. Seine Wände sind in den Felsen geschnitten (rock-cut), stellenweise gibt es Strecken, die aus Mauern bestehen (stone-built). Die Decksteine liegen auf einigen Stützpfeilern oder den Seitensteinen.